# Navaridas
Navaridas – gmina w Hiszpanii, w prowincji Araba, w Kraju Basków, o powierzchni 8,92 km². W 2011 roku gmina liczyła 220 mieszkańców.